# 安藤重能
安藤 重能（あんどう しげよし）は、安土桃山時代から江戸時代初期にかけての武将。通称は彦四郎。

## 略歴
のちに紀州藩御附家老を務めた安藤直次の嫡男として誕生。母は中根助右衛門の娘。
父同様、徳川頼宣に仕えたが、慶長20年（1615年）の大坂夏の陣で討ち死した。この時、父の直次は重能の遺骸について「犬に喰わせよ」と冷淡な態度をとっているが、その日の戦闘が終結した後に便所に駆け込んで何時間も大泣きしている。
大坂の陣ののち、頼宣の紀伊移封に伴い父直次が与えられた紀伊田辺藩は、弟・直治が嫡子となり跡を継いだ。重能の子孫については、甥の安藤直政を娘婿に迎えて4530石の寄合旗本家を興すことが認められた。

## 系譜
- 父：安藤直次（1555-1635）
- 母：中根助右衛門の娘
- 正室：板倉勝重の娘
- 生母不明の子女
  - 女子：安藤直政正室
  - 女子：松平勝義正室